# Каунсъл
Каунсъл (на английски: Council) е град в окръг Адамс, щата Айдахо, САЩ. Каунсъл е с население от 816 жители (2000) и обща площ от 1,9 km². Намира се на 892 m надморска височина. ЗИП кодът му е 83612, а телефонният му код е 208.